# L'Ombre (bande dessinée)
Pour les articles homonymes, voir L'Ombre.
L’Ombre (en italien : L’Ombra) est une série de bande dessinée créée par Hugo Pratt (dessin) et Alberto Ongaro (scénario) dans l'hebdomadaire italien Corriere dei Piccoli en 1964. Hugo Pratt a dessiné deux histoires avant de déléguer la majorité du travail à Stelio Fenzo. 
L’Ombre est un justicier masqué à la double personnalité. Accompagné de sa panthère Lorna et de son ami Wu, il se bat contre le crime organisé ; ce qui n'est guère apprécié de la police. Son principal ennemi est Le Général, appelé aussi L'Amiral ou Le Suprême.

## Publications

### Périodiques
1. L'Ombra contro il Generale (L’Ombre contre le général), dans Corriere dei Piccoli, 1964.
2. L'Ombra contro l'Ammiraglio (L’Ombre contre l’Amiral), dans Corriere dei Piccoli, 1965. Participation de Pratt au scénario.
3. L'Ombra Contro il Supremo (L’Ombre contre le Suprême), 1966.
4. L'Ombra e lo Scettro d'Oro (L’Ombre et le Sceptre d’or), 1966.
5. L'Ombra e gli Uomini Volanti (L’Ombre et les Hommes volants), 1966.

### Albums
- Les jouets du général (couverture cartonnée, noir et blanc), éd. Les Humanoïdes Associés, 1980. Reprend les deux premières histoires.
- L’Ombre (sous étui, format à l'italienne 24 x 17, couverture souple, noir et blanc), Casterman, coll. « Écritures », 2004. Intégrale.